# Natação no Campeonato Mundial de Esportes Aquáticos de 2023 - 50 m livre feminino
A competição na modalidade 50 metros livre feminino de Natação no Campeonato Mundial de Esportes Aquáticos de 2023 fora realizada nos dias 29 e 30 de julho de 2023 na Marine Messe Fukuoka em Fukuoka, no Japão. Ao todo, 102 nadadoras, de 97 Comitês Olímpicos Nacionais estavam previstas para participarem do evento. Sarah Sjöström, nadadora sueca, tornou-se tricampeã mundial do evento, sendo bicampeã consecutiva, além de ter superado seu próprio recorde mundial e da competição em seis segundos.

## Formato da competição
A competição consiste em três rodadas: eliminatórias, semifinais e final. As nadadoras com os 16 melhores tempos nas baterias preliminares avançam as semifinais. Já as nadadoras com os 8 melhores tempos nas semifinais avançam a final. Desempates (swim-offs) são utilizados conforme necessário para quebrar os empates de avanço a próxima rodada.

## Calendário
Todos os horários estão na Hora legal japonesa (UTC+9).
| Data                | Horário | Fase          |
| ------------------- | ------- | ------------- |
| 29 de julho de 2023 | 10:32   | Eliminatórias |
| 29 de julho de 2023 | 20:16   | Semifinais    |
| 30 de julho de 2023 | 20:46   | Final         |

## Recordes
Antes desta competição, os recordes mundiais e do campeonato nesta prova eram os seguintes:
| Tipo                  | Atleta         | Tempo  | Local     | Data                |
| --------------------- | -------------- | ------ | --------- | ------------------- |
|                       | Sarah Sjöström | 23s 67 | Budapeste | 29 de julho de 2017 |
| Recorde do campeonato | Sarah Sjöström | 23s 67 | Budapeste | 29 de julho de 2017 |

Os seguintes recordes mundiais e do campeonato foram estabelecidos nesta competição:
| Data        | Evento    | Nadadora       | CON    | Tempo | Recorde |
| ----------- | --------- | -------------- | ------ | ----- | ------- |
| 29 de julho | Semifinal | Sarah Sjöström | Suécia | 23.61 | ,       |

## Medalhistas
| Ouro                    | Prata                   | Bronze              |
| Sarah Sjöström · Suécia | Shayna Jack · Austrália | Zhang Yufei · China |

## Resultados

### Eliminatórias
As eliminatórias foram realizadas no dia 29 de julho com início às 10:32.
| Pos. | Bateria | Raia | Nadadora                  | CON                             | Tempo | Notas            |
| ---- | ------- | ---- | ------------------------- | ------------------------------- | ----- | ---------------- |
| 1    | 11      | 4    | Sarah Sjöström            | Suécia                          | 23.93 | Q                |
| 2    | 10      | 5    | Shayna Jack               | Austrália                       | 24.02 | Q                |
| 3    | 9       | 4    | Abbey Weitzeil            | Estados Unidos                  | 24.29 | Q                |
| 4    | 11      | 3    | Zhang Yufei               | China                           | 24.44 | Q                |
| 5    | 11      | 6    | Michelle Coleman          | Suécia                          | 24.51 | Q                |
| 6    | 9       | 3    | Anna Hopkin               | Reino Unido                     | 24.61 | Q                |
| 7    | 10      | 3    | Marrit Steenbergen        | Países Baixos                   | 24.63 | Q                |
| 8    | 10      | 4    | Emma McKeon               | Austrália                       | 24.69 | Q                |
| 9    | 11      | 5    | Katarzyna Wasick          | Polónia                         | 24.71 | Q                |
| 10   | 9       | 7    | Julie Kepp Jensen         | Dinamarca                       | 24.79 | Q                |
| 11   | 9       | 1    | Neža Klančar              | Eslovênia                       | 24.80 | Q,               |
| 12   | 9       | 6    | Valerie van Roon          | Países Baixos                   | 24.82 | Q                |
| 13   | 9       | 5    | Gretchen Walsh            | Estados Unidos                  | 24.83 | Q                |
| 14   | 10      | 2    | Marie Wattel              | França                          | 24.84 | Q                |
| 15   | 10      | 0    | Farida Osman              | Egito                           | 24.86 | Q                |
| 15   | 10      | 6    | Cheng Yujie               | China                           | 24.86 | Q                |
| 17   | 10      | 7    | Petra Senánszky           | Hungria                         | 25.04 |                  |
| 18   | 10      | 9    | Chiara Tarantino          | Itália                          | 25.11 |                  |
| 19   | 11      | 0    | Theodora Drakou           | Grécia                          | 25.12 |                  |
| 20   | 9       | 2    | Rikako Ikee               | Japão                           | 25.27 |                  |
| 21   | 11      | 2    | Mélanie Henique           | França                          | 25.31 |                  |
| 22   | 11      | 1    | Kalia Antoniou            | Chipre                          | 25.33 |                  |
| 23   | 11      | 7    | Emma Chelius              | África do Sul                   | 25.34 |                  |
| 24   | 8       | 1    | Teresa Ivan               | Eslováquia                      | 25.39 |                  |
| 25   | 11      | 9    | Stephanie Balduccini      | Brasil                          | 25.40 |                  |
| 26   | 9       | 9    | Jeong So-eun              | Coreia do Sul                   | 25.45 |                  |
| 27   | 8       | 9    | Ana Sofia Revilak         | México                          | 25.48 |                  |
| 28   | 10      | 1    | Quah Ting Wen             | Singapura                       | 25.52 |                  |
| 29   | 8       | 4    | Tam Hoi Lam               | Hong Kong                       | 25.54 |                  |
| 30   | 7       | 0    | Anicka Delgado            | Equador                         | 25.55 |                  |
| 30   | 10      | 8    | Danielle Hill             | Irlanda                         | 25.55 |                  |
| 32   | 7       | 2    | Jillian Crooks            | Ilhas Caimã                     | 25.66 | Recorde nacional |
| 33   | 8       | 0    | Andrea Berrino            | Argentina                       | 25.67 |                  |
| 34   | 8       | 5    | Barbora Seemanová         | Chéquia                         | 25.68 |                  |
| 35   | 11      | 8    | Jenjira Srisaard          | Tailândia                       | 25.70 |                  |
| 36   | 8       | 6    | Hanna Henderson           | Canadá                          | 25.71 |                  |
| 37   | 9       | 8    | Roos Vanotterdijk         | Bélgica                         | 25.74 |                  |
| 38   | 8       | 7    | Sirena Rowe               | Colômbia                        | 25.79 |                  |
| 39   | 8       | 2    | Nina Kost                 | Suíça                           | 25.80 |                  |
| 40   | 7       | 4    | Cherelle Thompson         | Trinidad e Tobago               | 25.85 |                  |
| 41   | 7       | 3    | Amel Melih                | Argélia                         | 25.89 |                  |
| 42   | 7       | 6    | Huang Mei-chien           | Taipé Chinesa                   | 25.95 |                  |
| 43   | 7       | 5    | Maddy Moore               | Bermudas                        | 26.06 |                  |
| 44   | 8       | 3    | Daria Golovaty            | Israel                          | 26.11 |                  |
| 45   | 7       | 9    | Lismar Lyon               | Venezuela                       | 26.27 |                  |
| 46   | 7       | 7    | Ieva Maļuka               | Letônia                         | 26.29 |                  |
| 47   | 8       | 8    | Jasmine Alkhaldi          | Federação suspensa              | 26.30 |                  |
| 48   | 6       | 6    | María José Ribera         | Bolívia                         | 26.37 |                  |
| 49   | 3       | 9    | Maria Brunlehner          | Federação suspensa              | 26.49 |                  |
| 50   | 7       | 1    | Kirabo Namutebi           | Uganda                          | 26.54 |                  |
| 51   | 6       | 4    | Rhanishka Gibbs           | Bahamas                         | 26.64 |                  |
| 52   | 2       | 0    | Mia Phiri                 | Zâmbia                          | 26.86 |                  |
| 53   | 6       | 2    | Maxine Egner              | Botswana                        | 26.90 |                  |
| 54   | 6       | 3    | Mariel Mencia             | República Dominicana            | 26.96 |                  |
| 55   | 7       | 8    | Elisabeth Timmer          | Aruba                           | 27.01 |                  |
| 56   | 6       | 1    | Marie Khoury              | Líbano                          | 27.04 |                  |
| 57   | 6       | 5    | Mikaili Charlemagne       | Santa Lúcia                     | 27.10 |                  |
| 58   | 6       | 7    | Varsenik Manucharyan      | Armênia                         | 27.26 |                  |
| 59   | 1       | 6    | Adaku Nwandu              | Nigéria                         | 27.33 |                  |
| 60   | 5       | 7    | Tilly Collymore           | Granada                         | 27.35 |                  |
| 61   | 4       | 2    | Mia Lee                   | Guam                            | 27.54 |                  |
| 62   | 5       | 2    | Aunjelique Liddie         | Antígua e Barbuda               | 27.86 |                  |
| 63   | 6       | 0    | Aleka Persaud             | Guiana                          | 27.98 |                  |
| 64   | 5       | 6    | Mariam Mithqal            | Jordânia                        | 28.02 |                  |
| 65   | 5       | 4    | Kaiya Brown               | Samoa                           | 28.04 |                  |
| 66   | 6       | 8    | Georgia-Leigh Vele        | Papua-Nova Guiné                | 28.06 |                  |
| 67   | 5       | 3    | Kennice Greene            | São Vicente e Granadinas        | 28.23 |                  |
| 67   | 5       | 5    | Jovana Kuljaca            | Montenegro                      | 28.23 |                  |
| 69   | 4       | 4    | Noelani Day               | Tonga                           | 28.24 |                  |
| 70   | 2       | 2    | Sophia Latiff             | Tanzânia                        | 28.34 |                  |
| 71   | 5       | 0    | Marina Abu Shamaleh       | Palestina                       | 28.45 |                  |
| 71   | 6       | 9    | Bisma Khan                | Paquistão                       | 28.45 |                  |
| 73   | 5       | 9    | Ayah Binrajab             | Bahrein                         | 28.72 |                  |
| 74   | 5       | 1    | Anastasiya Morginshtern   | Turquemenistão                  | 28.73 |                  |
| 75   | 5       | 8    | Maria Freitas             | Angola                          | 28.78 |                  |
| 76   | 3       | 0    | Denise Donelli            | Moçambique                      | 28.97 |                  |
| 77   | 4       | 0    | Kestra Kihleng            | Estados Federados da Micronésia | 29.17 |                  |
| 78   | 4       | 5    | Ekaterina Bordachyova     | Tajiquistão                     | 29.39 |                  |
| 79   | 4       | 6    | Arleigha Hall             | Turcas e Caicos                 | 29.40 |                  |
| 80   | 4       | 3    | Nafissath Radji           | Benim                           | 29.81 |                  |
| 81   | 1       | 5    | Loane Russet              | Vanuatu                         | 30.47 |                  |
| 82   | 4       | 8    | Sonia Khatun              | Bangladesh                      | 30.49 |                  |
| 83   | 2       | 6    | Shoko Litulumar           | Ilhas Marianas do Norte         | 30.55 |                  |
| 84   | 4       | 9    | Mashael Al-Ayed           | Arábia Saudita                  | 30.57 |                  |
| 85   | 4       | 1    | Saba Sultan               | Kuwait                          | 30.59 |                  |
| 86   | 1       | 4    | La Troya Pina             | Cabo Verde                      | 30.71 |                  |
| 87   | 3       | 5    | Siwakhile Dlamini         | Essuatíni                       | 30.78 |                  |
| 88   | 3       | 3    | Iman Kouraogo             | Burquina Fasso                  | 31.06 |                  |
| 89   | 3       | 4    | Ammara Pinto              | Malawi                          | 31.17 |                  |
| 90   | 2       | 1    | Aya Mpali                 | Gabão                           | 32.00 |                  |
| 91   | 3       | 6    | Nada Arkaji               | Catar                           | 32.11 |                  |
| 92   | 3       | 2    | Yuri Hosei                | Palau                           | 32.14 |                  |
| 93   | 2       | 8    | Alia Ishimwe              | Burundi                         | 32.16 |                  |
| 94   | 3       | 8    | Maesha Saadi              | Comores                         | 33.05 |                  |
| 95   | 1       | 2    | Estelle Nguelo'o Noubissi | Camarões                        | 33.23 |                  |
| 96   | 3       | 1    | Marie Amenou              | Togo                            | 33.44 |                  |
| 97   | 1       | 3    | Lina Alemayehu Selo       | Etiópia                         | 33.93 |                  |
| 98   | 3       | 7    | Imelda Ximenes Belo       | Timor-Leste                     | 34.14 |                  |
| 99   | 1       | 7    | Claudette Ishimwe         | Ruanda                          | 35.37 |                  |
| 100  | 2       | 7    | Vanessa Bobimbo           | República do Congo              | 37.37 |                  |
| 101  | 2       | 3    | Salima Ahmadou Youssoufou | Níger                           | 37.80 |                  |
| 102  | 2       | 9    | Olamide Sam               | Serra Leoa                      | 48.58 |                  |
| 103  | 2       | 4    | Mariama Sow               | Guiné                           | DNS   | DNS              |
| 103  | 2       | 5    | Nina Amison               | Djibuti                         | DNS   | DNS              |
| 103  | 4       | 7    | Taffi Illis               | São Martinho                    | DNS   | DNS              |
| 103  | 9       | 0    | Ana Rodrigues             | Portugal                        | DNS   | DNS              |

### Semifinais
As semifinais foram realizadas no dia 29 de julho com início às 20:16.
| Pos. | Bateria | Raia | Nadadora           | CON            | Tempo | Notas |
| ---- | ------- | ---- | ------------------ | -------------- | ----- | ----- |
| 1    | 2       | 4    | Sarah Sjöström     | Suécia         | 23.61 | Q,    |
| 2    | 1       | 4    | Shayna Jack        | Austrália      | 24.01 | Q     |
| 3    | 1       | 5    | Zhang Yufei        | China          | 24.20 | Q     |
| 4    | 2       | 5    | Abbey Weitzeil     | Estados Unidos | 24.27 | Q     |
| 5    | 1       | 8    | Cheng Yujie        | China          | 24.56 | Q     |
| 6    | 2       | 3    | Michelle Coleman   | Suécia         | 24.63 | Q     |
| 7    | 1       | 6    | Emma McKeon        | Austrália      | 24.67 | Q     |
| 8    | 1       | 1    | Marie Wattel       | França         | 24.68 | SO    |
| 8    | 2       | 6    | Marrit Steenbergen | Países Baixos  | 24.68 | SO    |
| 10   | 1       | 2    | Julie Kepp Jensen  | Dinamarca      | 24.70 |       |
| 11   | 2       | 1    | Gretchen Walsh     | Estados Unidos | 24.71 |       |
| 12   | 2       | 2    | Katarzyna Wasick   | Polónia        | 24.72 |       |
| 13   | 1       | 3    | Anna Hopkin        | Reino Unido    | 24.73 |       |
| 14   | 1       | 7    | Valerie van Roon   | Países Baixos  | 24.78 |       |
| 15   | 2       | 7    | Neža Klančar       | Eslovênia      | 24.84 |       |
| 16   | 2       | 8    | Farida Osman       | Egito          | 25.34 |       |

#### Swim-off
O swim-off de desempate fora realizado no dia 29 de julho às 22:11.
| Pos. | Raia | Nadadora           | CON           | Tempo | Notas |
| ---- | ---- | ------------------ | ------------- | ----- | ----- |
| 1    | 5    | Marrit Steenbergen | Países Baixos | 24.53 | Q     |
| 2    | 4    | Marie Wattel       | França        | 24.62 |       |

### Final
A final será realizada no dia 30 de julho às 20:46.
| Pos.              | Raia | Nadadora           | CON            | Tempo | Notas |
| ----------------- | ---- | ------------------ | -------------- | ----- | ----- |
| Medalha de ouro   | 4    | Sarah Sjöström     | Suécia         | 23.62 |       |
| Medalha de prata  | 5    | Shayna Jack        | Austrália      | 24.10 |       |
| Medalha de bronze | 3    | Zhang Yufei        | China          | 24.15 |       |
| 4                 | 6    | Abbey Weitzeil     | Estados Unidos | 24.32 |       |
| 5                 | 1    | Emma McKeon        | Austrália      | 24.35 |       |
| 6                 | 2    | Cheng Yujie        | China          | 24.45 |       |
| 7                 | 7    | Michelle Coleman   | Suécia         | 24.46 |       |
| 8                 | 8    | Marrit Steenbergen | Países Baixos  | 24.61 |       |

Legenda
| Recorde mundial       | Recorde mundial (World record)               |                       | Recorde africano                      | Recorde africano (African) |                                           | Q | Classificado por posição (Qualified) |
| Recorde do campeonato | Recorde do campeonato (Championship record)  | Recorde da América    | Recorde da América (Americas)         | q                          | Classificado por melhor tempo (Qualified) |   |                                      |
| Melhor marca do ano   | Melhor marca do ano (World leading)          | Recorde asiático      | Recorde asiático (Asian)              | DNS                        | Não largou (Did not start)                |   |                                      |
| Recorde nacional      | Recorde nacional (National record)           | Recorde europeu       | Recorde europeu (European)            | DNF                        | Não terminou (Did not finish)             |   |                                      |
| Recorde pessoal       | Recorde pessoal do atleta (Personal best)    | Recorde da Oceania    | Recorde da Oceania (Oceania)          | DSQ / DQ                   | Desclassificado (Disqualified)            |   |                                      |
| Recorde da temporada  | Recorde da temporada do atleta (Season best) | Recorde sul-americano | Recorde sul-americano (South America) | NM                         | Sem marca (No mark)                       |   |                                      |